# For a Woman's Honor
For a Woman's Honor er en amerikansk stumfilm fra 1919 af Park Frame.

## Medvirkende
- H. B. Warner som Clyde Mannering
- Marguerite De La Motte som Helen Rutherford
- John Gilbert som Dick Rutherford
- Carmen Phillips som Valeska De Marsay
- Hector V. Sarno som Rajput Nath